# Trust Issues with Magicians
Trust Issues with Magicians é o segundo dos dois demos criado pelo banda Galês de pop punk Kids in Glass Houses. O demo apresenta "Telenovela", e uma faixa que não foi lançado ainda em outros lugares "Flirting With Widows" (que agora pode ser encontrado através de várias redes de P2P. A demo foi vendido em vários shows e foi também distribuído gratuitamente em CD pela Tesco, apresentando simplesmente 'KIGH' escritas no marcador e na capa do CD, juntamente na capa sendo mostrado bastões de doces. Este caso foi em um show especial de Natal no Clwb Ifor Bach, que também contou com bandas companheira de Gales, Dopamine, The Blackout, Covergirl e These Radio Days.

## Lista de faixas
1. "Telenovela" - 2:51
2. "Flirting With Widows" - 2:59